# 長根貝塚
座標: 北緯38度36分06.8秒 東経141度08分38.4秒 / 北緯38.601889度 東経141.144000度
長根貝塚（ながねかいづか）は、宮城県遠田郡涌谷町にある縄文時代の代表的な貝塚および環状集落遺跡である。1970年（昭和45年）3月9日、国の史跡に指定された。

## 概要
1968年（昭和43年）に発掘調査された。大貫丘陵から東に延びる標高13メートルほどの丘陵上に立地し、東西300メートル、南北250メートルの範囲でU字形に貝層が広がる。宮城県内では最大級の縄文時代の貝塚で、貝層は縄文時代早期末から晩期（約6000〜2300年前）までの長期間にわたる。
貝の種類は、早期末の層では鹹水産のカキ・ハマグリが、前期末から中期末の層では汽水域産のヤマトシジミが、後期や晩期の層では淡水産のタニシなどがそれぞれ主体であることから、同地域の海岸線が時代の下降とともに後退していったことが証明される。貝殻の他には、シカ・イノシシなどの哺乳類、ハクチョウ・雁・カモなどの水鳥、フナを主として鯛やマグロ・スズキなど魚類の骨が確認されており、当時の住民が、貝塚周辺湖沼の資源を中心に狩猟・採集活動を行っていたことが推定されている。
また、縄文時代中期末の竪穴建物跡2軒も発見され、前期末から中期にかけての土器・石器・骨角器などが出土した。

## 所在地
- 〒987-0281　宮城県遠田郡涌谷町小里字長根

## アクセス
- JR東日本田尻駅から宮城県道15号線経由、車で21分